# Dobrá (okres Frýdek-Místek)
Dobrá (polsky Dobra, německy Dobrau) je obec v okrese Frýdek-Místek v Moravskoslezském kraji. Žije v ní přibližně 3 300 obyvatel. Sousedními obcemi sídla jsou Frýdek-Místek, Nošovice, Staré Město a Bruzovice.

## Název
Do poloviny 17. století byla vesnice zvána Dobra Zemica (poslední doklad z roku 1641 Dobrá Zemice; dříve často psáno dohromady). Od poloviny 17. století se používalo pouhé Dobrá.

## Historie
První písemná zmínka o obci pochází z roku 1305 (Dobrazemica).
V roce 1980 se obec spojila s pěti vedlejšími obcemi (Nošovice, Vojkovice, Pazderna, Horní Domaslavice, Dobratice) v jednu velkou obec pod názvem Dobrá.

## Doprava
Vesnice leží na jednokolejné regionální železniční trati se stejnojmennou stanici, silnici II/648 a dálnici D48. 

## Obyvatelstvo
| Rok            | 1869  | 1880  | 1890  | 1900  | 1910  | 1921  | 1930  | 1950  | 1961  | 1970  | 1980  | 1991  | 2001  | 2011  | 2021  |
| -------------- | ----- | ----- | ----- | ----- | ----- | ----- | ----- | ----- | ----- | ----- | ----- | ----- | ----- | ----- | ----- |
| Počet obyvatel | 1 586 | 1 829 | 1 783 | 1 892 | 2 069 | 2 021 | 2 493 | 2 568 | 2 828 | 2 852 | 2 997 | 2 863 | 2 931 | 2 931 | 3 049 |
| Počet domů     | 217   | 234   | 258   | 257   | 283   | 287   | 378   | 499   | 613   | 678   | 757   | 845   | 861   | 910   | 1 007 |

## Pamětihodnosti
- Kostel svatého Jiří s kaplí Nejsvětějšího srdce Pána Ježíše a kaplí Nejčistšího srdce Panny Marie (přistavěna roku 1883)
- Socha svatého Jana Nepomuckého
- Hostinec U oráče s barokní sýpkou
- Přírodní rezervace Novodvorský močál
- Přírodní památka Profil Morávky
- Přírodní památka Kamenec
- Přírodní památka Niva Morávky

## Galerie

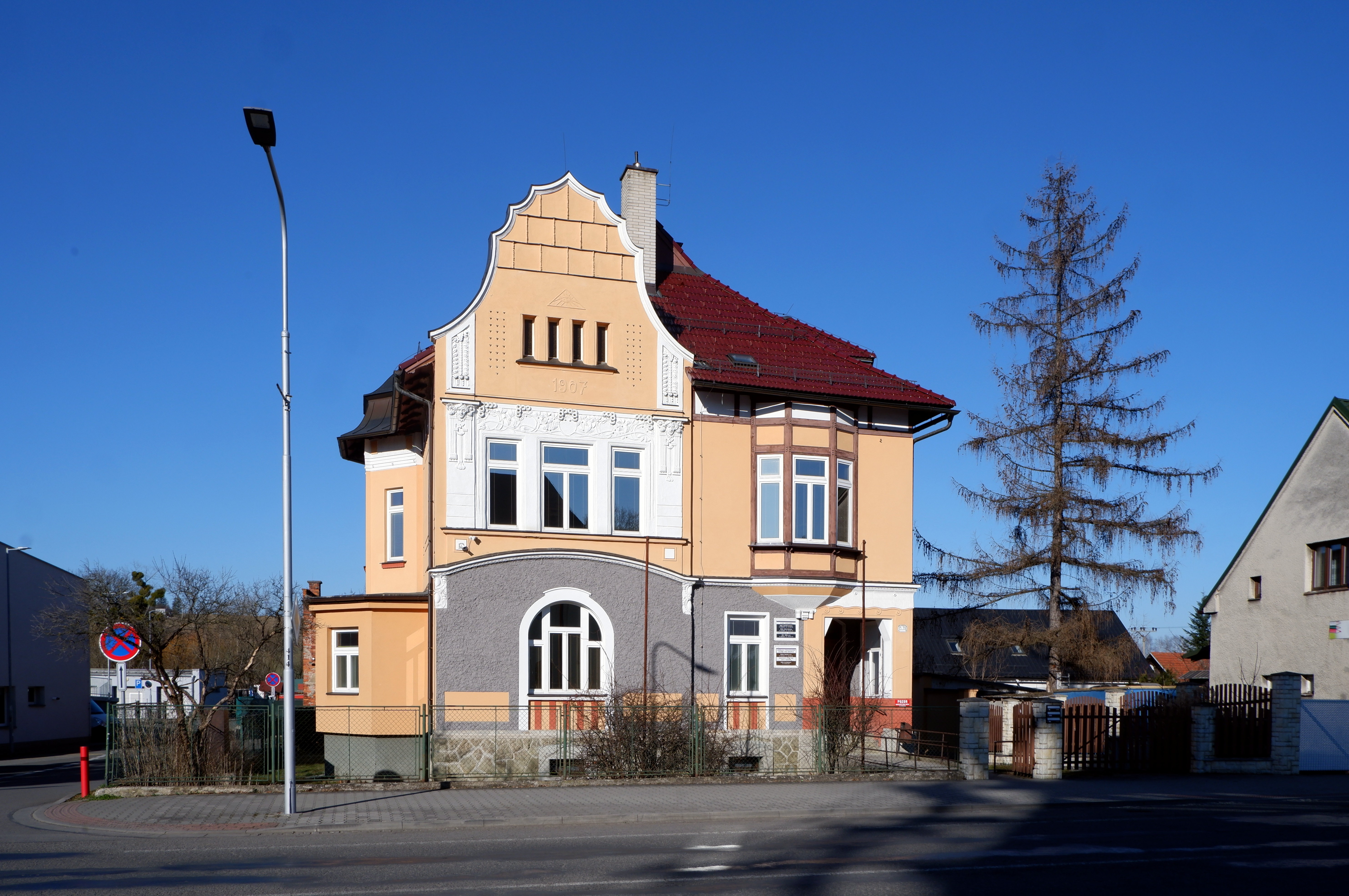
Secesní vila
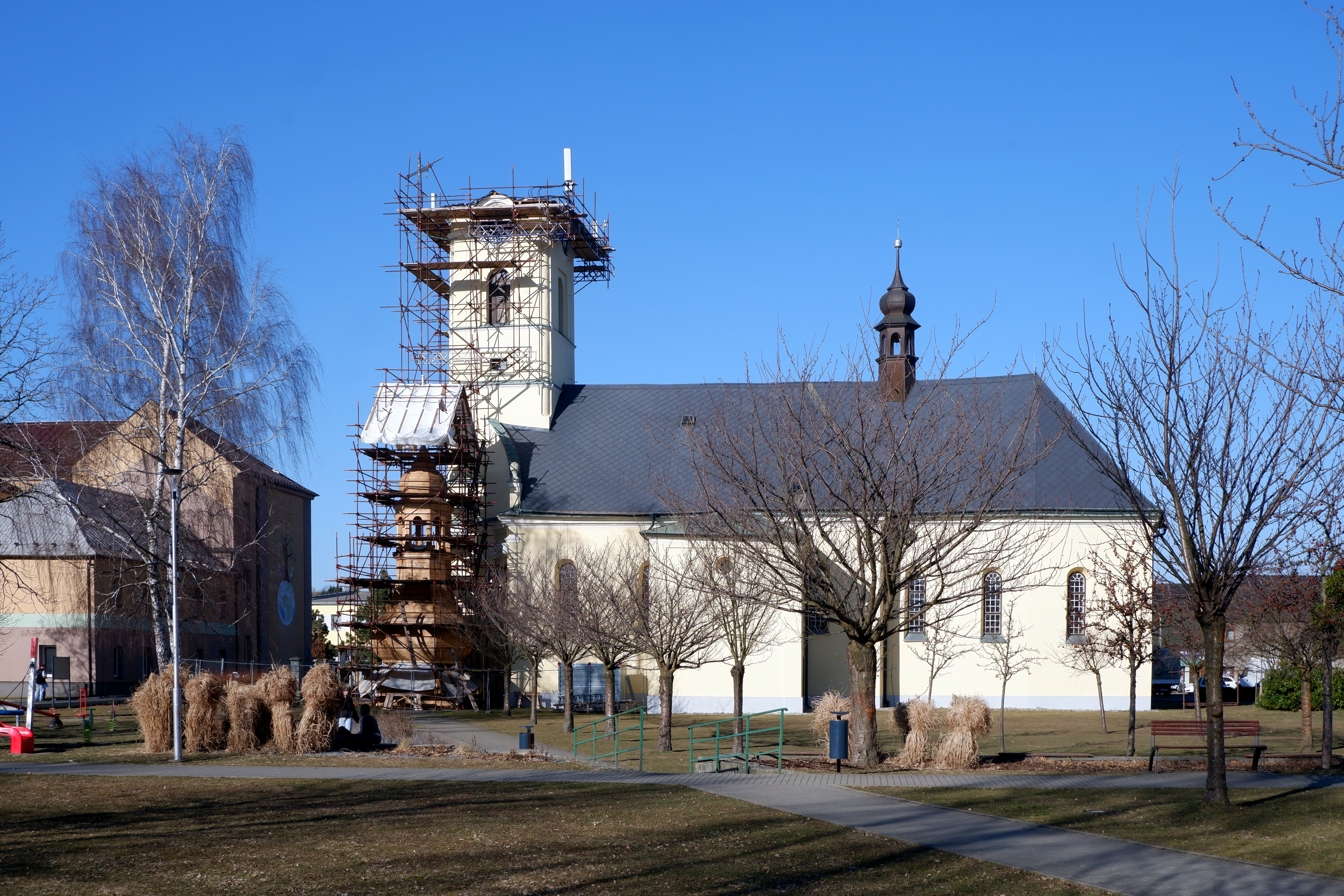
Kostel během rekonstrukce (2025)
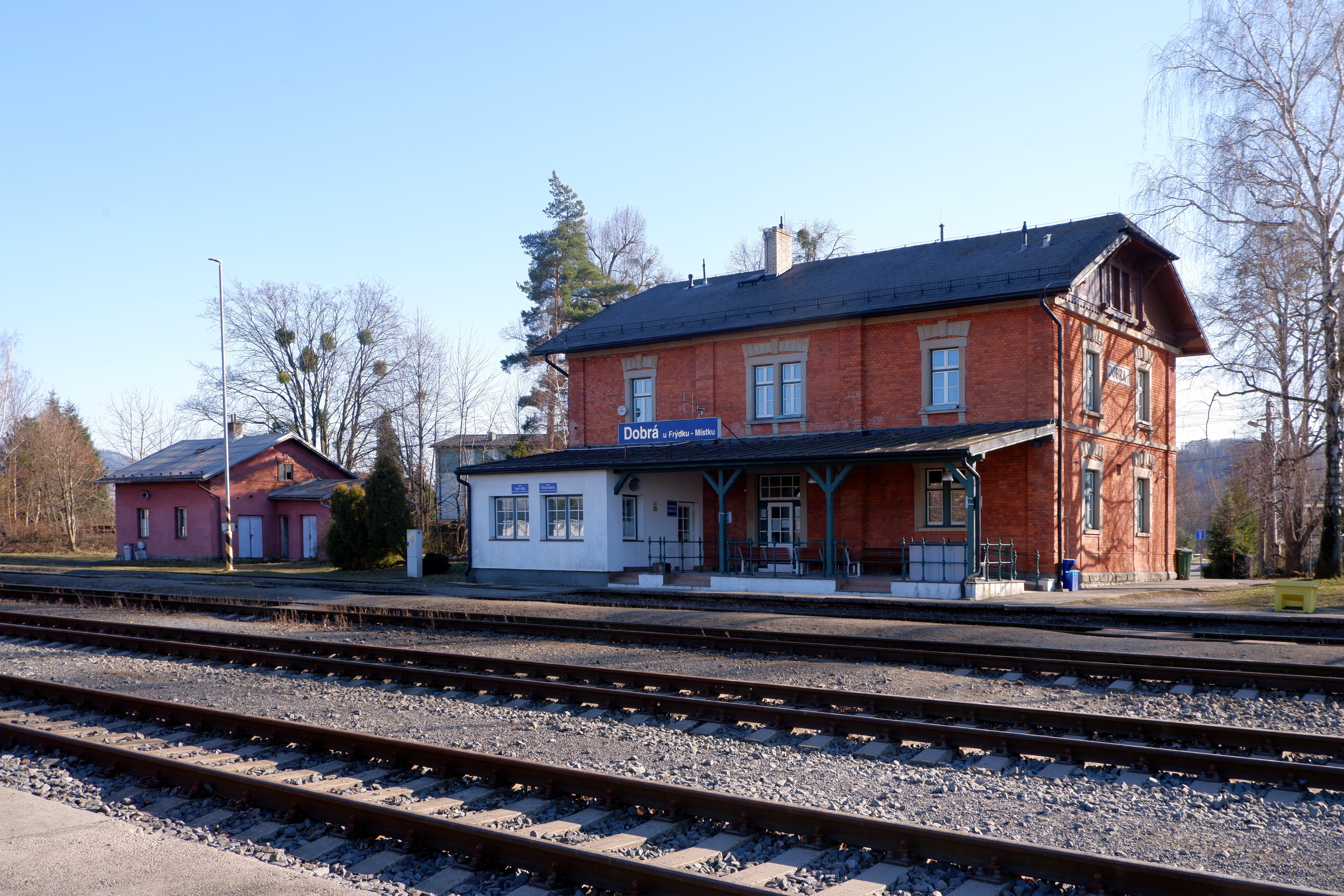
Železniční stanice
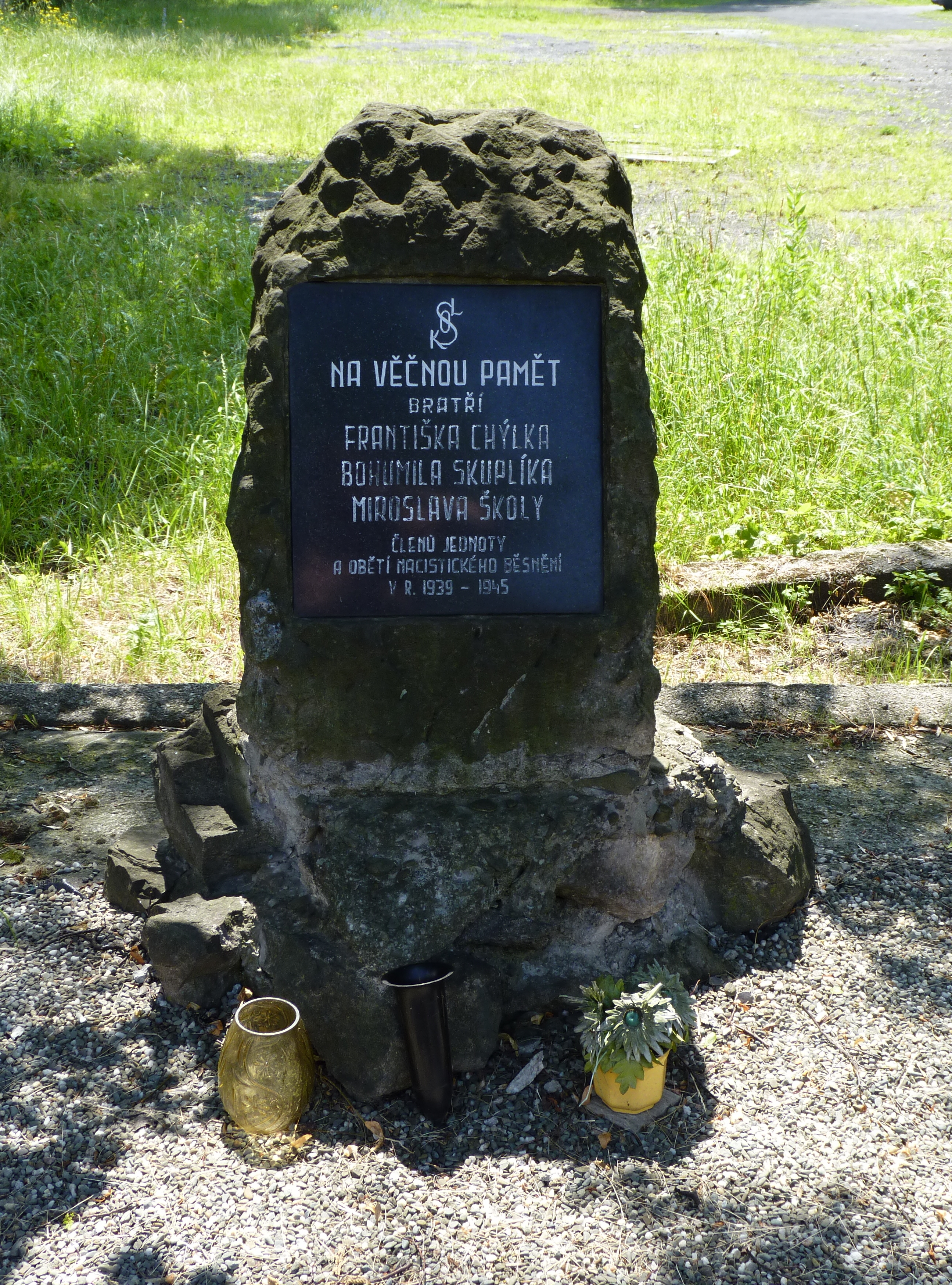
Pomník obětem I. sv. války
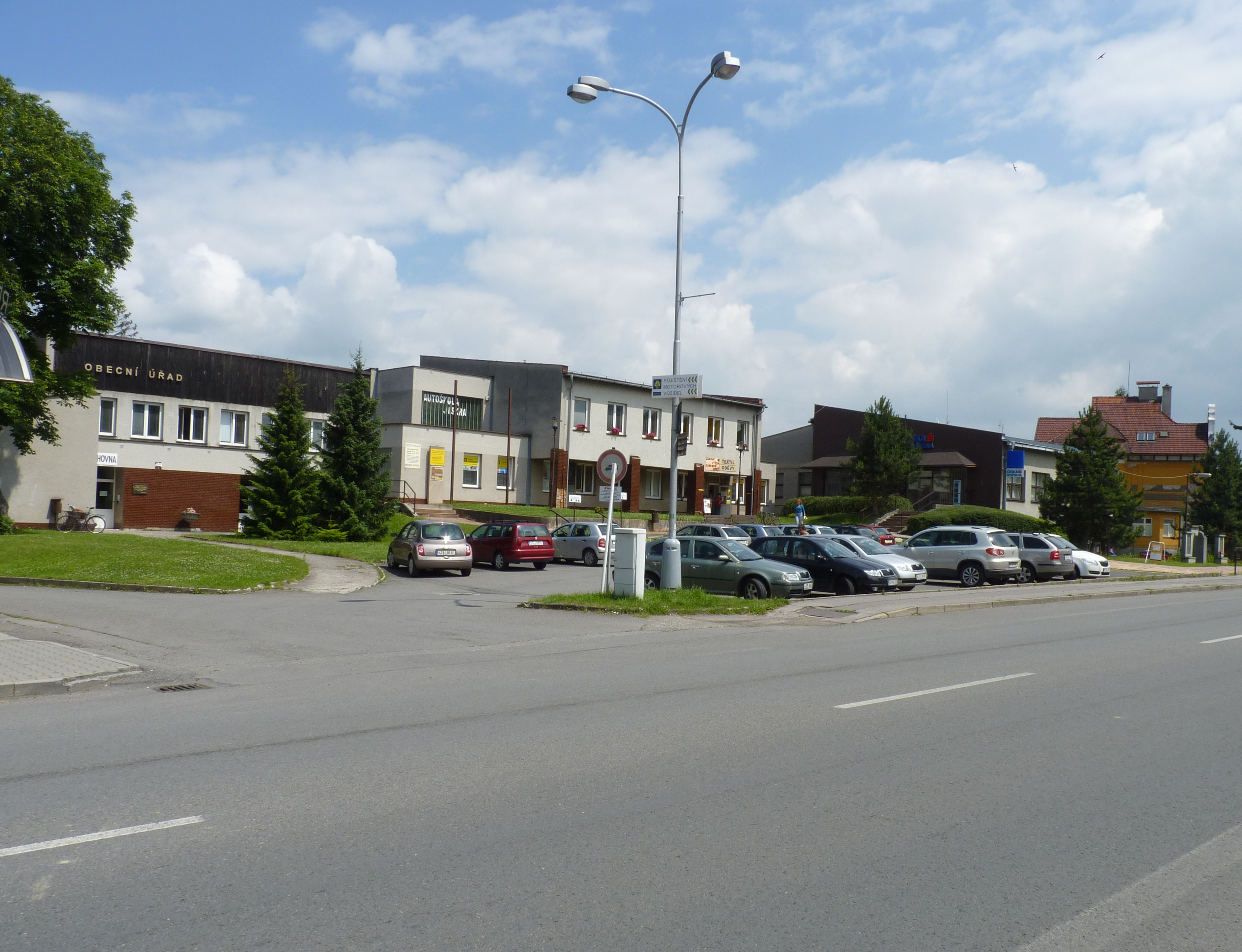
Obecní úřad